# Buisson
Buisson je priimek več oseb:
- Ferdinand Buisson, francoski mirovnik in uradnik, nobelovec
- Louis-Léon-Marie-André Buisson, francoski general